# Porta Gemona
Porta Gemona, localmente detta Portonat, è una porta ad arco situata a San Daniele del Friuli, progettata nel 1579 da Andrea Palladio ed inserita in una preesistente torre, vestigia del castello medioevale.

## Storia
L'architetto Andrea Palladio viene di fatto imposto alla comunità di San Daniele da parte del cardinale Giovanni Grimani, che esercitava una giurisdizione patriarcale sulla città e che nel 1562 aveva commissionato a Palladio la facciata della chiesa di San Francesco della Vigna. Nel 1579 Palladio fornisce i disegni della porta sulla via che conduce a Gemona. Palladio non si recò mai sul posto, anche se richiese rilievi accurati del sito dove andava innestata la porta, sostanzialmente riadattando il progetto dell'Arco Bollani di Udine di vent'anni prima.